# Metalaxyl
Metalaxyl ist eine chemische Verbindung aus der Gruppe der Acylalanine. Metalaxyl kommt als racemisches Gemisch des (R)- und des (S)-Enantiomers vor. (R)-Metalaxyl ist die wirksamere Verbindung (das Eutomer) und wird auch als Metalaxyl-M oder Mefenoxam bezeichnet.

## Geschichte
Metalaxyl wurde 1979 von Ciba-Geigy (heute Syngenta) auf den Markt gebracht und avancierte unter den Markennamen Ridomil und Subdue schnell zu einem der meistverwendeten Fungizide. Inzwischen haben sich jedoch einige Resistenzen entwickelt, so z. B. bei Phytophthora infestans. Die Wirkung beruht auf der Hemmung der RNA-Synthese in den Ribosomen.

## Gewinnung und Darstellung
Metalaxyl kann durch Reaktion von 2,6-Dimethylanilin (2,6-Xylidin) mit 2-Brompropionsäuremethylester und Methoxyacetylchlorid gewonnen werden.

## Stereochemie
Praktische Relevanz hat das Racemat von Metalaxyl, also das 1:1-Gemisch aus den (S)- und (R)-Enantiomeren:
| Enantiomere von Metalaxyl | Enantiomere von Metalaxyl |
| ------------------------- | ------------------------- |
| CAS-Nummer: 69516-34-3    | CAS-Nummer: 70630-17-0    |

## Zulassung
Metalaxyl-M wurde 2002 in der Europäischen Union als Fungizid-Wirkstoff zugelassen.
Das racemische Gemisch Metalaxyl wurde mit einer Entscheidung der EU-Kommission von 2003 nicht in die Liste der zugelassenen Pflanzenschutzmittel-Wirkstoffe aufgenommen. Nach der Klage eines Herstellers hob der Europäische Gerichtshof diese Entscheidung 2007 auf. Mit Wirkung zum 1. Juli 2010 wurde auch Metalaxyl in der Europäischen Union für Anwendungen als Fungizid zugelassen.
In Deutschland sind Pflanzenschutzmittel mit dem Wirkstoff Metalaxyl zugelassen und Pflanzenschutzmittel mit dem Wirkstoff Metalaxyl-M in Deutschland, Österreich und der Schweiz.